# Eugnathichthys macroterolepis
Eugnathichthys macroterolepis är en fiskart som beskrevs av Boulenger, 1899. Eugnathichthys macroterolepis ingår i släktet Eugnathichthys och familjen Distichodontidae. IUCN kategoriserar arten globalt som livskraftig. Inga underarter finns listade i Catalogue of Life.